# Magistral d'escacs Ciutat de Barcelona de 2010
El Magistral d'escacs Ciutat de Barcelona de 2010 fou un torneig d'escacs que va tenir lloc entre els dies 4 i 12 de novembre del 2010. La mitjana d'Elo dels deu participants va ser de 1595, significant que el torneig va ser de categoria XIV. El torneig es va fer pel sistema lliga a una volta. El GM cubà Lázaro Bruzón va ser el campió del torneig amb 7 punts de 9, i millor desempat que el GM espanyol Iván Salgado. El torneig va comptar amb la presència de tres vegades semifinalista del torneig de candidats i GM rús Artur Iussúpov.

## Classificació
|    | Jugador                 | Elo  | 1 | 2 | 3 | 4 | 5 | 6 | 7 | 8 | 9 | 10 | Punts |
| -- | ----------------------- | ---- | - | - | - | - | - | - | - | - | - | -- | ----- |
| 1  | Lázaro Bruzón Batista   | 2668 | * | 1 | 1 | ½ | 1 | ½ | ½ | ½ | 1 | 1  | 7     |
| 2  | Iván Salgado López      | 2602 | 0 | * | ½ | 1 | 1 | 1 | 1 | 1 | ½ | 1  | 7     |
| 3  | Ernesto Inarkiev        | 2667 | 0 | ½ | * | 1 | 1 | ½ | 1 | 1 | 1 | 0  | 6     |
| 4  | Artur Iussúpov          | 2589 | ½ | 0 | 0 | * | ½ | ½ | ½ | ½ | 1 | 1  | 4½    |
| 5  | Romain Édouard          | 2636 | 0 | 0 | 0 | ½ | * | ½ | ½ | 1 | 1 | 1  | 4½    |
| 6  | Daniel Alsina Leal      | 2527 | ½ | 0 | ½ | ½ | ½ | * | 0 | ½ | ½ | 1  | 4     |
| 7  | Jaime Alexander Cuartas | 2534 | ½ | 0 | 0 | ½ | ½ | 1 | * | 0 | ½ | 1  | 4     |
| 8  | Josep Oms i Pallisé     | 2528 | ½ | 0 | 0 | ½ | 0 | ½ | 1 | * | 0 | 1  | 3½    |
| 9  | Jordi Magem Badals      | 2593 | 0 | ½ | 0 | 0 | 0 | ½ | ½ | 1 | * | 0  | 2½    |
| 10 | Robert Hess             | 2602 | 0 | 0 | 1 | 0 | 0 | 0 | 0 | 0 | 1 | *  | 2     |